# Solo Tuya
Solo Tuya – debiutancki album meksykańskiej aktorki Aracely Arámbula, wydany w 2002 roku.

## Lista utworów
1. "Te Quiero Mas Que Ayer"
2. "Anoche"
3. "Quisiera Saber"
4. "Me Duele Tu Nombre"
5. "La Princesa"
6. "Aunque No Tengas Corazon"
7. "Balio Sola"
8. "Maldito Mentiroso"
9. "Palabras"
10. "Tengo Miedo"
11. "Solo Tuya"
12. "Ojala"
13. "Echale Valor"

## Single
- "Te Quiero Mas Que Ayer"
- "Ojala"